# Altenvers
Altenvers ist ein Ortsteil der Großgemeinde Lohra im mittelhessischen Landkreis Marburg-Biedenkopf. Er liegt auf etwa 222 m ü. NHN Höhe.

## Geschichte

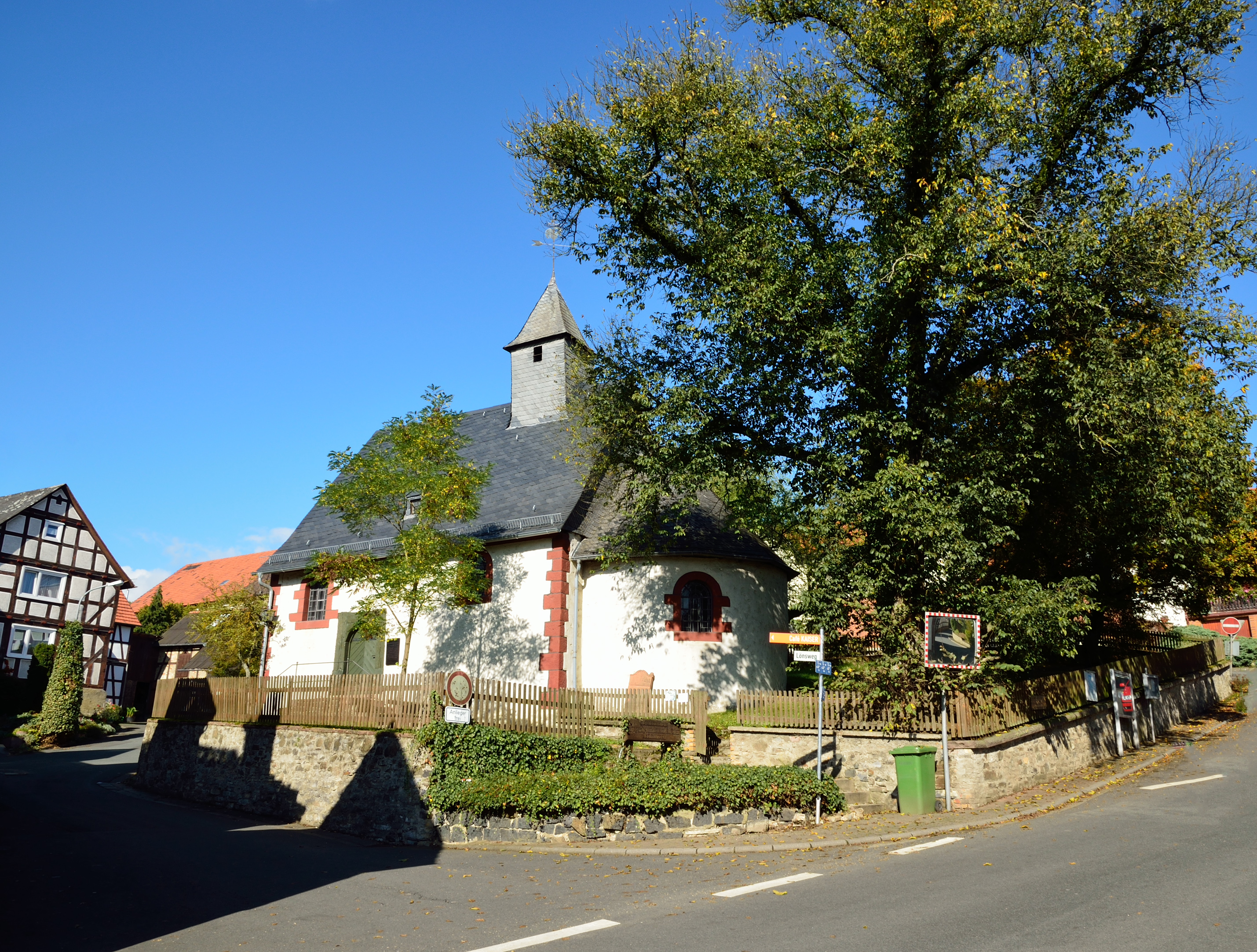
Hufeisenkirche

### Ortsgeschichte
Von der frühen Besiedlung des Ortsgebietes zeugen Überreste einer germanischen Siedlung aus der späten römischen Kaiserzeit, in der möglicherweise Metall verarbeitet wurde.
Die älteste bekannte schriftliche Erwähnung von Altenvers erfolgte unter dem Namen Ferse um das Jahr 1130. Das Mainzer St. Stephansstift bezieht in dieser Zeit Gefälle aus seinem dortigen Güterbesitz. Unklar ist bis heute, ob es sich bei Ferse um Altenvers oder um den Nachbarort Kirchvers handelt.
Im Zuge der Gebietsreform in Hessen wurde die bis dahin selbständige Gemeinde Altenvers mit weiteren Gemeinden kraft Landesgesetz zum 1. Juli 1974 der Großgemeinde Lohra angegliedert.
Für alle eingegliederten Gemeinden sowie die Kerngemeinde wurde je ein Ortsbezirk eingerichtet.

### Verwaltungsgeschichte im Überblick
Die folgende Liste zeigt die Staaten und Verwaltungseinheiten, denen Altenvers angehört(e):
- vor 1567: Heiliges Römisches Reich, Landgrafschaft Hessen, Amt Marburg[7]
- ab 1567: Heiliges Römisches Reich, Landgrafschaft Hessen-Marburg, Amt Marburg[8]
- 1604–1648: Heiliges Römisches Reich, strittig zwischen Landgrafschaft Hessen-Darmstadt und Landgrafschaft Hessen-Kassel (Hessenkrieg), Amt Marburg
- ab 1648: Heiliges Römisches Reich, Landgrafschaft Hessen-Kassel, Amt Marburg
- ab 1686: Heiliges Römisches Reich, Landgrafschaft Hessen-Kassel, Amt Fronhausen
- ab 1806: Landgrafschaft Hessen-Kassel, Amt Fronhausen
- 1807–1813: Königreich Westphalen, Departement der Werra, Distrikt Marburg, Kanton Lohra
- ab 1815: Kurfürstentum Hessen, Amt Fronhausen[9]
- ab 1821: Kurfürstentum Hessen, Provinz Oberhessen, Kreis Marburg[10][Anm. 2]
- ab 1848: Kurfürstentum Hessen, Bezirk Marburg
- ab 1851: Kurfürstentum Hessen, Provinz Oberhessen, Landkreis Marburg
- ab 1867: Königreich Preußen, Provinz Hessen-Nassau, Regierungsbezirk Kassel, Kreis Marburg
- ab 1871: Deutsches Reich, Königreich Preußen, Provinz Hessen-Nassau, Regierungsbezirk Kassel, Kreis Marburg
- ab 1918: Deutsches Reich, Freistaat Preußen, Provinz Hessen-Nassau, Regierungsbezirk Kassel, Kreis Marburg
- ab 1944: Deutsches Reich, Freistaat Preußen, Provinz Kurhessen, Landkreis Marburg
- ab 1945: Amerikanische Besatzungszone, Groß-Hessen, Regierungsbezirk Kassel, Landkreis Marburg
- ab 1946: Amerikanische Besatzungszone, Land Hessen, Regierungsbezirk Kassel, Landkreis Marburg
- ab 1949: Bundesrepublik Deutschland, Land Hessen, Regierungsbezirk Kassel, Landkreis Marburg
- ab 1974: Bundesrepublik Deutschland, Land Hessen, Regierungsbezirk Kassel, Landkreis Marburg-Biedenkopf, Gemeinde Lohra[Anm. 3]
- ab 1981: Bundesrepublik Deutschland, Land Hessen, Regierungsbezirk Gießen, Landkreis Marburg-Biedenkopf, Gemeinde Lohra

### Gerichte seit 1821
Mit Edikt vom 29. Juni 1821 wurden in Kurhessen Verwaltung und Justiz getrennt. Der Kreis Marburg war für die Verwaltung und das Justizamt Fronhausen war als Gericht in erster Instanz für Altenvers zuständig. Nach der Annexion Kurhessens durch Preußen 1866 erfolgte am 1. September 1867 die Umbenennung des bisherigen Justizamtes in Amtsgericht Fronhausen. Das Amtsgericht Fronhausen wurde 1943 geschlossen. Es wurde zunächst als Zweigstelle des Amtsgerichts Marburg geführt und 1948 endgültig aufgelöst. Der Gerichtsbezirk wurde dem Amtsgericht Marburg zugeteilt.

## Bevölkerung

### Einwohnerstruktur 2011
Nach den Erhebungen des Zensus 2011 lebten am Stichtag dem 9. Mai 2011 in Altenvers 567 Einwohner. Darunter waren 24 (4,2 %) Ausländer.
Nach dem Lebensalter waren 102 Einwohner unter 18 Jahren, 256 zwischen 18 und 49, 129 zwischen 50 und 64 und 87 Einwohner waren älter. Die Einwohner lebten in 222 Haushalten. Davon waren 45 Singlehaushalte, 57 Paare ohne Kinder und 90 Paare mit Kindern sowie 21 Alleinerziehende und 6 Wohngemeinschaften. In 33 Haushalten lebten ausschließlich Senioren und in 156 Haushaltungen lebten keine Senioren.

### Einwohnerentwicklung
| Quelle: Historisches Ortslexikon | |
| • 1502:                          | 10 Hausgesesse |
| • 1577:                          | 26 Hausgesesse |
| • 1630:                          | 19 Hausgesesse (davon eine Witwe). ein dreispänniger, sieben zweispännige und acht einspännige Ackerleute, drei Einläuftige. |
| • 1681:                          | 16 hausgesessene Mannschaften                                                                                                |
| • 1838:                          | Familien: 20 nutzungsberechtigte, 3 nicht nutzungsberechtigte Ortsbürger, 2 Beisassen                                        |

| Altenvers: Einwohnerzahlen von 1745 bis 2011 | Altenvers: Einwohnerzahlen von 1745 bis 2011 | Altenvers: Einwohnerzahlen von 1745 bis 2011 | Altenvers: Einwohnerzahlen von 1745 bis 2011 | Altenvers: Einwohnerzahlen von 1745 bis 2011 |
| --- | -------------------------------------------- | -------------------------------------------- | -------------------------------------------- | -------------------------------------------- |
| Jahr |                                              |                                              |                                              | Einwohner                                    |
| 1745 | 1745                                         |                                              | 95                                           | 95                                           |
| 1800 | 1800                                         |                                              | ?                                            | ?                                            |
| 1834 | 1834                                         |                                              | 134                                          | 134                                          |
| 1840 | 1840                                         |                                              | 139                                          | 139                                          |
| 1846 | 1846                                         |                                              | 137                                          | 137                                          |
| 1852 | 1852                                         |                                              | 150                                          | 150                                          |
| 1858 | 1858                                         |                                              | 164                                          | 164                                          |
| 1864 | 1864                                         |                                              | 185                                          | 185                                          |
| 1871 | 1871                                         |                                              | 173                                          | 173                                          |
| 1875 | 1875                                         |                                              | 202                                          | 202                                          |
| 1885 | 1885                                         |                                              | 208                                          | 208                                          |
| 1895 | 1895                                         |                                              | 198                                          | 198                                          |
| 1905 | 1905                                         |                                              | 199                                          | 199                                          |
| 1910 | 1910                                         |                                              | 234                                          | 234                                          |
| 1925 | 1925                                         |                                              | 259                                          | 259                                          |
| 1939 | 1939                                         |                                              | 330                                          | 330                                          |
| 1946 | 1946                                         |                                              | 447                                          | 447                                          |
| 1950 | 1950                                         |                                              | 467                                          | 467                                          |
| 1956 | 1956                                         |                                              | 443                                          | 443                                          |
| 1961 | 1961                                         |                                              | 458                                          | 458                                          |
| 1967 | 1967                                         |                                              | 473                                          | 473                                          |
| 1980 | 1980                                         |                                              | ?                                            | ?                                            |
| 1990 | 1990                                         |                                              | ?                                            | ?                                            |
| 2000 | 2000                                         |                                              | ?                                            | ?                                            |
| 2011 | 2011                                         |                                              | 567                                          | 567                                          |
| Datenquelle: Historisches Gemeindeverzeichnis für Hessen: Die Bevölkerung der Gemeinden 1834 bis 1967. Wiesbaden: Hessisches Statistisches Landesamt, 1968. Weitere Quellen: LAGIS; Zensus 2011 |                                              |                                              |                                              |                                              |

### Historische Religionszugehörigkeit
| Quelle: Historisches Ortslexikon |                                                                   |
| • 1861:                          | 173 lutheranische Einwohner                                       |
| • 1885:                          | 208 evangelische (= 100,00 %) Einwohner                           |
| • 1961:                          | 434 evangelische (= 94,76 %), 20 katholische (= 4,37 %) Einwohner |

### Historische Erwerbstätigkeit
| Quelle: Historisches Ortslexikon | |
| • 1745:                          | Erwerbspersonen: zwei Schmiede, ein Müller, ein Schneider, ein Schreiner, ein Wirt.                                                  |
| • 1838:                          | Familien: 23 Ackerbau, 2 Tagelöhner.                                                                                                 |
| • 1961:                          | Erwerbspersonen: 72 Land- und Forstwirtschaft, 147 Produzierendes Gewerbe, 15 Handel und Verkehr, 11 Dienstleistungen und Sonstiges. |

## Politik
Für Altenvers besteht ein Ortsbezirk mit Ortsbeirat und Ortsvorsteher nach der Hessischen Gemeindeordnung. Er umfasst das Gebiet der ehemaligen Gemeinde Altenvers.
Der Ortsbeirat Altenvers  besteht aus fünf Mitgliedern. Bei den Kommunalwahlen in Hessen 2021 betrug die Wahlbeteiligung zum Ortsbeirat 51,90 %. Alle Kandidaten gehörten der „Bürgerliste Altenvers“ an. Der Ortsbeirat wählte Tina Will zur Ortsvorsteherin.

## Sehenswürdigkeiten
Größte Sehenswürdigkeit von Altenvers ist die romanische Historische Kirche Altenvers mit hufeisenförmiger Apsis.

## Vereine
In Altenvers bereichern Vereine verschiedener Art das Dorfleben. Der 1930 gegründete VfB Altenvers hat neben einer Fußballabteilung, die in einer gemeinsamen Fußballspielgemeinschaft mit dem SV Kirchvers als SG Versbachtal am Spielbetrieb teilnimmt und die 2009 durch den TSV Weipoltshausen erweitert wurde, eine Gymnastikabteilung. Zudem gibt es die Freiwillige Feuerwehr, den Männergesangverein Concordia Altenvers sowie die Burschen- und Mädchenschaft Altenvers.